# The Pierces (album)
The Pierces est le premier album du duo vocal The Pierces.

## Liste des morceaux
1. The Way - 4:51
2. Nobody Knows - 4:17
3. One For Me - 4:23
4. I Don't Need You - 4:40
5. I Feel Nothing - 3:22
6. Be Alright - 5:13
7. Take You Home - 5:12
8. Waiting - 4:08
9. Blood - 3:33
10. Jeffrey - 3:43
11. Wake You Up - 4:10
12. I'll Be Dreaming - 4:56
13. Let You Go - 2:41